# آدن‌دیک، هلند شمالی
آدن‌دیک، هلند شمالی (به هلندی: Oudendijk) یک منطقهٔ مسکونی در هلند است که در کوخن‌لاند واقع شده‌است. آدن‌دیک ۴۵۰ نفر جمعیت دارد.